# Tomboy (film 2011)
Tomboy è un film del 2011 scritto e diretto da Céline Sciamma.
Il film segue le vicende di Laure, giovane non conforme di genere, che si trasferisce in un nuovo quartiere durante le vacanze estive e sperimenta la presentazione di genere adottando il nome di Michael. Ha ottenuto numerosi riconoscimenti internazionali, tra cui il Teddy Award e il premio come miglior film al Torino LGBT Film Festival.

## Trama
Laure è una bambina di dieci anni la cui famiglia si trasferisce in un nuovo quartiere di periferia a Parigi. Uscendo per avvicinarsi a dei ragazzi del posto, Laure conosce una sua coetanea di nome Lisa, sua vicina di casa, che la scambia per un maschio. Laure decide di non dirle la verità e si presenta come Michael. Laure si avvicina anche agli altri ragazzi del quartiere, stringendo amicizia giocando a calcio con loro. Quando Michael riceve l'invito di andare a nuotare con loro, taglia un suo costume da bagno femminile per renderlo maschile e costruisce un pene di plastilina da mettere al suo interno.
Con il passare del tempo, Michael entra ufficialmente a far parte nel gruppo di ragazzi e si avvicina sempre di più a Lisa, finché un giorno i due si baciano. Andando a cercare Michael, Lisa va a casa sua venendo ricevuta da Jeanne, la sorellina di sei anni di Laure, la quale capisce dalla conversazione che Laure si è presentata come un ragazzo. Pur tenendo il gioco con Lisa, Jeanne ne parla con Laure e ritiene di doverlo dire ai genitori, ma Laure la dissuade con la promessa che la porterà con sé a ogni uscita per il resto dell'estate. Jeanne si trova ben presto contenta della situazione, ritenendo sia "migliore" avere un fratello maggiore piuttosto che una sorella e aiutando Michael a tagliarsi i capelli già corti per mantenere un aspetto maschile. Sebbene la loro madre sostenga la non conformità di genere di Laure (ad esempio dipingendo la sua stanza di blu), sembra anche desiderare che Laure sia più femminile.
Un giorno Michael si azzuffa con un ragazzo dopo che ha spinto Jeanne e, in seguito, la madre del bambino va a parlare con la mamma di Michael per lamentarsene. La donna comprende la situazione ma, subito dopo, rimprovera Laure per essersi finta un ragazzo; poi costringe Laure a indossare un vestito e vanno dal ragazzo con cui ha litigato per chiarire la situazione. La madre dice a Laure che, dovendo iniziare da lì a poco la scuola, non può continuare con la finzione ma far sapere agli altri ragazzi la verità, sebbene affermi anche che potrà affrontare in seguito la sua decisione riguardo al genere in cui si identifica. In seguito vanno anche a casa di Lisa, che resta sconvolta nell'apprendere la verità. Poco dopo Laure va nel bosco per disfarsi del vestito e si imbatte nei suoi amici che hanno scoperto il suo segreto. I ragazzi l'aggrediscono per scoprire se è davvero una femmina e spingono Lisa a guardare nei pantaloncini di Laure, per poi lasciarla nel bosco. Qualche tempo dopo, Laure viene avvicinata nuovamente da Lisa che le chiede nuovamente il suo nome e stavolta si presenta con il proprio.

## Interpretazione
Il film parla di un ragazzo transgender.
Il critico cinematografico Robert Ebert afferma che Laure/Michael possa essere visto sia come un maschio che come una femmina, a seconda del punto di vista dello spettatore.
La regista e sceneggiatrice Céline Sciamma ha dichiarato che il film è strutturato su diversi livelli affinché possa essere identificato sia da parte di una persona transessuale sia da una donna cis-sessuale. Inoltre, il film gioca sulla confusione, in particolare sui sentimenti di Michael per Lisa.

## Distribuzione
La pellicola è stata presentata in anteprima al Festival di Berlino, nel febbraio 2011, come film d'apertura della sezione Panorama. Il film è stato distribuito nelle sale cinematografiche francesi il 20 aprile e successivamente è stato presentato in numerosi festival cinematografici internazionali. In Italia è stato presentato ad aprile nel corso della 26ª edizione del Lovers Film Festival - Torino LGBTQI Visions e distribuito nelle sale il 7 ottobre, a cura della Teodora Film.

## Produzione
La sceneggiatura è stata scritta da Sciamma nel 2010, nel giro di tre settimane. Le riprese sono durate 20 giorni, con una troupe di 15 persone. Il budget iniziale del film è stato di 500.000 euro.

## Palmarès
- 2011 - Teddy Award
  - Premio della Giuria
- 2011 - Torino Gay & Lesbian Film Festival
  - Miglior lungometraggio
  - Premio Ottavio Mai
  - Premio del pubblico[2]
- 201? - Philadelphia International Gay & Lesbian Film Festival
  - Premio della Giuria
- 201? - San Francisco International Lesbian & Gay Film Festival
  - Premio del Pubblico
- 201? - Odessa International Film Festival
  - Golden Duke
- 201? - NewFest - New York's LGBT Film Festival
  - Miglior Attrice a Zoé Héran[3]